# (113949) Bahcall
(113949) Bahcall est un astéroïde de la ceinture principale.

## Description
(113949) Bahcall est un astéroïde de la ceinture principale. Il fut découvert le 4 octobre 2002 à l'observatoire d'Apache Point par le programme Sloan Digital Sky Survey. Il présente une orbite caractérisée par un demi-grand axe de 3,14 UA, une excentricité de 0,18 et une inclinaison de 11,5° par rapport à l'écliptique.

## Compléments